# Dywizja Piechoty Demba
Dywizja Piechoty Demba (niem. Infanterie-Division Demba) – niemiecka dywizja szkieletowa piechoty sformowana 27 stycznia 1944 na poligonie Demba. 2 lutego tego samego roku została rozwiązana. Jej żołnierzy skierowano do 141 Dywizji Rezerwowej oraz 68 Dywizji Piechoty, natomiast jej sztab wykorzystano do utworzenia 64 Dywizji Piechoty.